# Eublemma kuelekana
Eublemma kuelekana là một loài bướm đêm trong họ Erebidae.